# Kraskovo
Kraskovo és un poble i municipi d'Eslovàquia. Es troba a la regió de Banská Bystrica.

## Història
La primera menció escrita de la vila es remunta al 1334.

## Demografia
| Godina             | 1994 | 2004    | 2014   | 2024    |
| ------------------ | ---- | ------- | ------ | ------- |
| Nombre de persones | 194  | 136     | 147    | 112     |
| Diferència         |      | −29,89% | +8,08% | −23,80% |

| Godina             | 2023 | 2024   |
| ------------------ | ---- | ------ |
| Nombre de persones | 121  | 112    |
| Diferència         |      | −7,43% |